# Среднедунайская культура курганных погребений
Среднедунайская культура курганных погребений (СДККП) — археологическая культура ранней бронзы, принадлежащая к кругу культур курганных погребений. Была выделена Ю. Смоликой, куратором музея в Брно. Её название происходит от области возникновения предметов этой культуры и от типичной для неё формы захоронений под курганами.

## Происхождение
СДККП образовалась в Нижней Моравии, скорее всего, на базе нового населения, которое прибыло в эти районы и распространилось в направлении Словакии. Значительное влияние на её формирование оказывали культуры, существовавшие здесь ранее: ветеровская, мадьяровская и отоманская, что отражено в керамическом инвентаре.

## Хронология и область возникновения
Время существования среднедунайской культуры курганных погребений относится к периодам B и C бронзового века по хронологическому делению, принятому Паулем Рейнеке, что соответствует, согласно калиброванной радиоуглеродной датировке, 1700—1300 гг. до нашей эры.
Её область распространения охватывает восточную Австрию, южную Моравию, тянется в окрестности Брно, юго-западную Словакию до Вага и западной Венгрии. А влияние СДККП распространялось ещё дальше: в сторону чешско-палатинаской группы в центральной Чехии.

## Поселения и строительство
В отличие от остальных групп круга культур курганных погребений, где поселения немногочисленны, в СДККП можно отметить равновесие между возникновением поселений и могильников.
Поселения среднедунайской культуры курганных погребений имеют как открытый, так и оборонительный характер, причем большинство из них расположены в низинных участках, хотя случаются и исключения. В пределах жилых комплексов характерным объектом являются многочисленные полости с неровным дном. Помимо этого, обнаружены остатки домов разных размеров и конструкций. Примерами поселений СДККП являются Брно-Черна Поле и Фридек-Мистек, где были обнаружены остатки упомянутых полостей и строений.

## Погребальный обряд
В среднедунайской культуре курганных погребений существуют захоронения двух видов: курганы, от которых и получил свое название весь круг культур курганных погребений, а также равнинные захоронения. Трупоположение в СДККП соседствует с обрядом кремации, причем соотношение количества этих видов захоронений, в течение существования культуры, меняется в пользу обряда кремации. Кроме того, встречается захоронения детей в пифосах.
У подножий курганных погребений, составляющих 20% могил среднедунайской культуры курганных погребений, иногда имеются каменные венки. Известны 19 могильников СДККП, примерами которых являются захоронения у деревень Боротице и Челужницы, которые состоят из 77 курганов.

## Инвентарь
В керамике среднедунайской культуре курганных погребений типичными формами являются графины, кружки и супницы с ушками в области горлышка, украшенные бугорками или пластинчатыми ребрами в средней части изделия. Явлением, присущим данной таксономической единице, являются клады, содержащие керамическую посуду, которые появляются в поздней фазе этой культуры, например, клад из деревни Леднице.
Богат также металлический инвентарь. Среди оружия можно отметить мечи, кинжалы, наконечники копий и стрел, а также чеканы венгерского типа. Среди украшений встречаются шпильки различных типов, а также наплечники, украшенные спиральными щитками, и различные виды браслетов и диадем из бронзовых лент, иногда украшенные орнаментом, а также бронзовые подвески.

## Исчезновение
Среднедунайская культура курганных погребений угасла в периодах C и D бронзового века (1350—1200 лет до н. э.), а её население стало частью среднедунайской культуры полей погребальных урн.